# Liste der Kulturdenkmale in An der Poststraße
In der Liste der Kulturdenkmale in An der Poststraße sind alle Kulturdenkmale der Gemeinde An der Poststraße (Burgenlandkreis) und ihrer Ortsteile aufgelistet. Grundlage ist das Denkmalverzeichnis des Landes Sachsen-Anhalt, das auf Basis des Denkmalschutzgesetzes des Landes Sachsen-Anhalt vom 21. Oktober 1991 durch das Landesamt für Denkmalpflege und Archäologie Sachsen-Anhalt erstellt und seither laufend ergänzt wurde (Stand: 31. Dezember 2021).

## Kulturdenkmale nach Ortsteilen

### Braunsroda
| Lage                                    | Bezeichnung | Beschreibung | Erfassungs- nummer | Ausweisungsart | Bild           |
| --------------------------------------- | ----------- | --- | ------------------ | -------------- | -------------- |
| Auf dem Friedhof (Karte)                | Feierhalle  | | 094 83329          | Baudenkmal     | BW             |
| Braunsroda (Karte)                      | Kirche      | Die evangelische Kirche St. Margaretha wurde in den Jahren 1744–1754 errichtet. Das Gebäude besitzt im Innern eine doppelgeschossige Hufeisenempore und eine Altarwand mit seitlichen Durchgängen. Die Sandsteintaufe der Kirche ist auf das Jahr 1580 datiert. Im Westturm der Kirche befindet sich eine Bronzeglocke mit einem bemerkenswerten klassizistischen Dekor, gegossen durch die Gebrüder Ulrich in Apolda. | 094 83330          | Baudenkmal     | Weitere Bilder |
| Braunsroda 11 bis 14, 22 bis 32 (Karte) | Anger       | | 094 83331          | Denkmalbereich | BW             |
| Braunsroda 58 (Karte)                   | Wohnhaus    | | 094 83332          | Baudenkmal     | BW             |

### Burgheßler
| Lage                                          | Bezeichnung           | Beschreibung | Erfassungs- nummer | Ausweisungsart | Bild                  |
| --------------------------------------------- | --------------------- | --- | ------------------ | -------------- | --------------------- |
| auf dem Burgberg (Karte)                      | Brunnen               | | 094 95604          | Baudenkmal     | BW                    |
| Hauptstraße (Karte)                           | Kriegerdenkmal        | | 094 95603          | Baudenkmal     | BW                    |
| Kirchweg (Karte)                              | Brücke                | | 094 81449          | Baudenkmal     | Brücke                |
| Kirchweg (Karte)                              | Gotisches Haus        | Burg | 094 81452          | Baudenkmal     | Gotisches Haus        |
| Kirchweg östlich des Gotischen Hauses (Karte) | Grabplatte            | | 094 95605          | Baudenkmal     | Grabplatte            |
| Kirchweg (Karte)                              | Dorfkirche Burgheßler | Kirche | 094 81453          | Baudenkmal     | Dorfkirche Burgheßler |
| Kirchweg (Karte)                              | Rittergut             | Rittergut (Schloss) Burgheßler, Das ehemalige Gutshaus mit barocken Wirtschaftsgebäuden ist ein Rechteckbau in nachgotischen Formen mit Krüppelwalmdach. Über dem spitzbogigen Westportal befindet sich ein Allianzwappen, welches auf das Jahr 1692 datiert ist. Die Decken der Räume des Untergeschosses bestehen aus Kreuzgratgewölben, im ersten Obergeschoss befinden sich barocke Stuckdecken und Fußböden. | 094 81450          | Baudenkmal     | BW                    |
| Kirchweg 2, 3, 4, 5, 10, 31, 41 (Karte)       | Häusergruppe          | | 094 81451          | Denkmalbereich | BW                    |

### Frankroda
| Lage                                                          | Bezeichnung | Beschreibung | Erfassungs- nummer | Ausweisungsart | Bild |
| ------------------------------------------------------------- | ----------- | ------------ | ------------------ | -------------- | ---- |
| Frankroda 5, 6, 7, 10, 11, 12, 13, 14, 15, 17, 18, 19 (Karte) | Straßenzug  |              | 094 83324          | Denkmalbereich | BW   |

### Gößnitz
| Lage                       | Bezeichnung | Beschreibung                                                                                 | Erfassungs- nummer | Ausweisungsart | Bild           |
| -------------------------- | ----------- | -------------------------------------------------------------------------------------------- | ------------------ | -------------- | -------------- |
| Siedlungsstraße (Karte)    | Kirche      | Hauptartikel: Dorfkirche Gößnitz                                                             | 094 95606          | Baudenkmal     | Weitere Bilder |
| Siedlungsstraße 30 (Karte) | Gutshof     | Der ehemalige Gutshof des Ortes ist ein repräsentativer zweiflügliger Bau aus dem Jahr 1706. | 094 95607          | Baudenkmal     | Gutshof        |
| (Karte)                    | Grenzstein  |                                                                                              |                    | Kleindenkmal   | BW             |

### Herrengosserstedt
| Lage                              | Bezeichnung  | Beschreibung | Erfassungs- nummer | Ausweisungsart | Bild   |
| --------------------------------- | ------------ | --- | ------------------ | -------------- | ------ |
| Brückenstraße (Karte)             | Brücke       | | 094 81475          | Baudenkmal     | BW     |
| Brückenstraße 4, 6, 8 (Karte)     | Gutshof      | Der ehemalige Gutshof ist eine ursprünglich dreiflüglige Anlage, welche aus einem Wasserschloss hervorging. Die ältesten Teile befinden sich im Fundament und Erdgeschoss des Westflügels. Der südliche Teil ist Barock mit Mansarddach. Der nordseitige Teil stammt aus dem 19. Jahrhundert und besitzt eine Wappentafel der Familie von Münchhausen. | 094 81474          | Baudenkmal     | BW     |
| Friedenstraße 8, 10, 12 (Karte)   | Straßenzeile | | 094 81481          | Denkmalbereich | BW     |
| Kalkberg (Karte)                  | Friedhof     | Friedhof, 2018 als Baudenkmal ausgewiesen | 107 05090          | Baudenkmal     | BW     |
| Mittelgasse 12 (Karte)            | Bauernhof    | | 094 81478          | Baudenkmal     | BW     |
| Sack 7, 8, 10, 12, 14, 16 (Karte) | Straßenzug   | | 094 81479          | Denkmalbereich | BW     |
| Schulstraße 4 (Karte)             | Kirche       | Maria, Heiliges Kreuz, Vitus, später Trinitatis, Hauptartikel: St. Trinitatis (Herrengosserstedt). | 094 81473          | Baudenkmal     | Kirche |
| Schulstraße 8 (Karte)             | Pfarrhof     | | 094 81472          | Baudenkmal     | BW     |

### Klosterhäseler
| Lage                                 | Bezeichnung | Beschreibung | Erfassungs- nummer | Ausweisungsart | Bild           |
| ------------------------------------ | ----------- | --- | ------------------ | -------------- | -------------- |
| Am Schloßteich (Karte)               | Park        | Schlosspark | 094 95596          | Baudenkmal     | Park           |
| Am Schloßteich 25 (Karte)            | Wohnhaus    | | 094 95597          | Baudenkmal     | Wohnhaus       |
| Naumburger Straße (Karte)            | Denkmal     | gegenüber Naumburgerstraße 21                                                                                     | 094 95600          | Baudenkmal     | BW             |
| Naumburger Straße 29 (Karte)         | Gutshaus    | | 094 95599          | Baudenkmal     | Weitere Bilder |
| Naumburger Straße 36 (Karte)         | Bauernhof   | | 094 95598          | Baudenkmal     | BW             |
| Naumburger Straße/Schulgasse (Karte) | Kirche      | Die Kirche wurde 1766 an Stelle einer ehemaligen Klosterkirche errichtet. Hauptartikel: Dorfkirche Klosterhäseler | 094 95601          | Baudenkmal     | Weitere Bilder |
| Schulgasse 75 (Karte)                | Pfarrhaus   | | 094 95602          | Baudenkmal     | BW             |

### Pleismar
| Lage               | Bezeichnung | Beschreibung | Erfassungs- nummer | Ausweisungsart | Bild |
| ------------------ | ----------- | --- | ------------------ | -------------- | ---- |
| Dorfstraße (Karte) | Kirche      | Der Saalbau mit einem Turm über dem Ostteil stammt aus den Jahren 1792–1796. Die Decke des Saals ist zwischen den Hufeisenemporen als flache Tonne ausgebildet. Die verglasten Herrschaftsstände stammen wie der Taufstein und die Orgel aus der Bauzeit der Kirche. | 094 95608          | Baudenkmal     | BW   |

### Schimmel
| Lage                        | Bezeichnung | Beschreibung | Erfassungs- nummer | Ausweisungsart | Bild   |
| --------------------------- | ----------- | --- | ------------------ | -------------- | ------ |
| Schimmel 8 (Karte)          | Kirche      | Die evangelische Kirche des Ortes stammt aus dem Jahr 1775. Im Innern befindet sich eine schlichte Hufeisenempore sowie ein Kanzelaltar mit Durchgängen. Die Sandsteintaufe der Kirche ist auf das Jahr 1630 datiert. | 094 83323          | Baudenkmal     | Kirche |
| Schimmel 1, 3, 4, 8 (Karte) | Straßenzug  | | 094 83325          | Denkmalbereich | BW     |

### Wischroda
| Lage                                      | Bezeichnung    | Beschreibung | Erfassungs- nummer | Ausweisungsart | Bild           |
| ----------------------------------------- | -------------- | --- | ------------------ | -------------- | -------------- |
| Wischroda (Karte)                         | Kirche         | Die evangelische Kirche des Ortes ist eine mittelalterliche Chorturmkirche. Das Schiff wurde im 18. Jahrhundert erhöht und mit einem Westannex für Treppen zur zweigeschossigen Empore versehen. Ebenfalls wurde zu dieser Zeit der Turm mit einem achteckigen Fachwerkgeschoss aufgestockt. | 094 83328          | Baudenkmal     | Kirche         |
| Wischroda (Karte)                         | Kriegerdenkmal | | 094 83326          | Baudenkmal     | Kriegerdenkmal |
| Wischroda 1, 2, 3, 11, 13, 21, 22 (Karte) | Straßenzug     | | 094 83327          | Denkmalbereich | BW             |

## Ehemalige Kulturdenkmale nach Ortsteilen
Die nachfolgenden Objekte waren ursprünglich ebenfalls denkmalgeschützt oder wurden in der Literatur als Kulturdenkmale geführt. Die Denkmale bestehen heute jedoch nicht mehr, ihre Unterschutzstellung wurde aufgehoben oder sie werden nicht mehr als Denkmale betrachtet.

### Burgheßler
| Lage                   | Bezeichnung | Beschreibung | Erfassungs- nummer | Ausweisungsart | Bild |
| ---------------------- | ----------- | ------------ | ------------------ | -------------- | ---- |
| Hauptstraße 15 (Karte) | Bauernhof   |              | 094 81454          | Baudenkmal     | BW   |

### Herrengosserstedt
| Lage                                                 | Bezeichnung      | Beschreibung                                                  | Erfassungs- nummer | Ausweisungsart | Bild |
| ---------------------------------------------------- | ---------------- | ------------------------------------------------------------- | ------------------ | -------------- | ---- |
| Lindenstraße 1, Mittelgasse 6, 8, 10, 12, 14 (Karte) | Straßenzeile     |                                                               | 094 81477          | Denkmalbereich | BW   |
| Sack 3 (Karte)                                       | Bauernhof Sack 3 | Bauernhof Im Jahr 2021 aus dem Denkmalverzeichnis gestrichen. | 094 81480          | Baudenkmal     | BW   |

### Pleismar
| Lage                          | Bezeichnung | Beschreibung | Erfassungs- nummer | Ausweisungsart | Bild |
| ----------------------------- | ----------- | ------------ | ------------------ | -------------- | ---- |
| Bad Bibraer Straße 35 (Karte) | Wohnhaus    |              | 094 95609          | Baudenkmal     | BW   |

## Legende
In den Spalten befinden sich folgende Informationen:
- Lage: Nennt den Straßennamen und wenn vorhanden die Hausnummer des Kulturdenkmals. Die Grundsortierung der Liste erfolgt nach dieser Adresse. Der Link „Karte“ führt zu verschiedenen Kartendarstellungen und nennt die geographischen Koordinaten.
Link zu einem Kartenansichtstool, um Koordinaten zu setzen. In der Kartenansicht sind Baudenkmale ohne Koordinaten mit einem roten bzw. orangen Marker dargestellt und können in der Karte gesetzt werden. Baudenkmale ohne Bild sind mit einem blauen bzw. roten Marker gekennzeichnet, Baudenkmale mit Bild mit einem grünen bzw. orangen Marker.
- Offizielle Bezeichnung: Nennt den Namen, die Bezeichnung oder zumindest die Art des Kulturdenkmals und verlinkt, soweit vorhanden, auf den Artikel zum Objekt.
- Beschreibung: Nennt bauliche und geschichtliche Einzelheiten des Kulturdenkmals, vorzugsweise die Denkmaleigenschaften.
- Erfassungsnummer: Für jedes Kulturdenkmal wird in Sachsen-Anhalt eine 20stellige Erfassungsnummer vergeben. Die letzten zwölf Ziffern werden für die Untergliederung nach Teilobjekten genutzt und werden nur angegeben, soweit vergeben. In dieser Spalte kann sich folgendes Icon  befinden, dies führt zu Angaben zu diesem Baudenkmal bei Wikidata.
- Ausweisungsart: Die Einordnung des Denkmales nach § 2 Abs. 2 DenkmSchG LSA
- Bild: Ein Bild des Denkmales, und gegebenenfalls einen Link zu weiteren Fotos des Kulturdenkmals im Medienarchiv Wikimedia Commons. Wenn man auf das Kamerasymbol klickt, können Fotos zu Kulturdenkmalen aus dieser Liste hochgeladen werden: